# نیتا یوشی‌اوکی
نیتا یوشی‌اوکی (انگلیسی: Nitta Yoshioki؛ ۱۳۳۱ – ۱۳۲۸) سامورایی از خاندان نیتا در دوره نانبوکوچو اهل ژاپن بود.